# 腾克丰古鲁梅铜钴矿区
腾克丰古鲁梅铜钴矿区（英语：Tenke Fungurume Mine）位于刚果民主共和国南部，是全世界最大的铜、钴矿区之一。该矿区是当地就业、税收的重要支柱，并且是全球绿色能源发展的重要资源储备。
矿区由其周边的两个城镇腾克（Tenke）和丰古鲁梅（Fungurume）而得名。

## 地理位置
矿区位于卢阿拉巴省丰古鲁梅镇，在卢本巴希市西北约180公里处。由于国内没有港口，矿产品、原材料和设备必须通过南非、坦桑尼亚和纳米比亚的港口运输，途径赞比亚、博兹瓦纳和津巴布韦。距离矿区最近的港口在坦桑尼亚的达累斯萨拉姆，距矿区约2,490公里。

## 概况
矿区面积超过1,500平方公里，根据估算现有矿石储量超过1.19亿吨，其中包括2.64%的铜和0.35%的钴。该矿区采用露天开采方法，平均每日开采物料4.65万吨，其中包括7000吨高品位矿石、7500吨低品位矿石和32,000吨废石。
矿床属于沉积型层控矿床，铜矿化、钴矿化均产生在特定层位中，氧化矿石分布在广泛的蚀变岩石中。矿床中铜和钴主要以孔雀石、假孔雀石、硅孔雀石和水钴矿存在。白云石和石英是矿石中的主要脉石矿物。

## 历史
矿区最早由美国矿业公司Phelps Dodge带领开发，该公司持股57.75%，刚果矿业公司Tenke Mining Corp和刚果国有矿业公司Gécamines分别持股24.75%和17.5%。
2007年Phelps Dodge被美国费利浦·麦克莫兰铜金公司（Freeport-McMoRan，FMCG）收购。FMCG持有矿区56%股份，加拿大矿业公司Lundin Mining持股24%，Gécamines持股20%。
2009年矿区正式开始运营，主要产品为阴极铜（copper cathode）和氢氧化钴（cobalt hydroxide）。
2016年5月，FMCG宣布以26.5亿美元的价格将股权出售给中国矿业公司洛阳钼业（又名中国钼业）。此次FMCG出售股权是因为其此前投资石油业务亏损，被迫出售旗下资产偿还债务。同时参与此次交易的还有中国私募股权基金渤海华美。渤海华美由中美联合创办（美方包括亨特·拜登），以11.4亿美元的价格收购了Lundin Mining的股份。记录显示此交易中渤海华美的资金全部来自具有国资背景的中国公司，包括洛阳钼业、中国建设银行等。洛阳钼业与渤海华美签订协议，允许洛阳钼业日后购买由渤海华美持有的矿区股份。
2019年，洛阳钼业以11.4亿美元的价格收购了渤海华美的矿区股份。通过此次交易，洛阳钼业共持有矿区80%的股份，剩余的20%股份继续由Gécamines公司持有。同年洛阳钼业宣布由于钴价下跌和开采成本升高，矿区处于亏损状态。
2020年5月，由于新冠疫情爆发，矿区工人被要求在矿区中生活隔离以避免感染疫情。为此工人在5月23日举行罢工，并要求得到每天100美元的补偿和4000美元的奖金。作为回应，矿区管理层同意支付工人“隔离奖金”（isolation bonus），第一笔奖金额为300美元，并同意工人轮岗。
2021年8月，洛阳钼业宣布为矿区投资25亿美元，目标使矿区铜、钴产量翻倍。为此刚果政府声称洛阳钼业此前可能谎报了矿区储量，并对此展开调查。2022年2月，刚果法院指派Sage Ngoie Mbayo在股东纠纷解决前接管矿区运营。刚果方Gécamines宣称由于低估矿区储量，洛阳钼业共欠其采矿权使用费76亿美元。2010年双方协议规定，对于超过250万吨的铜储量，洛阳钼业支付Gécamines每吨12美元的采矿权使用费。由于持续的股东纠纷，矿区托管人Sage Ngoie Mbayo要求洛阳钼业在7月24日前停止矿产出口。